# Devoluzione (politica)
In politica, la devoluzione (calco dell'inglese devolution) è la delega di poteri dal governo centrale di uno stato sovrano a un ente minore, di livello locale o regionale. I territori cui è data la devoluzione hanno maggior autonomia in quanto possono rendere la legislazione più rilevante alla propria area.
Nel diritto costituzionale, la devoluzione è sinonimo di decentramento: entrambi indicano il trasferimento delle competenze e dei poteri dalla sede del governo centrale verso le sedi dei governi locali o periferici. La costituzione italiana prevede come sedi del governo locale le regioni, le province, le città metropolitane e i comuni, e prevede tra loro un principio di sussidiarietà. Lo scopo di questo passaggio è attribuire i diritti e i doveri connessi alla gestione delle materie oggetto del processo di devoluzione ad organi dello stato più vicini ai cittadini che beneficiano di tali servizi, in applicazione del principio di sussidiarietà.
Il termine è entrato nell'uso comune a seguito del dibattito suscitato dalla Lega Nord che, per la propria azione politica, ha preso ampio spunto dal termine utilizzato nel 1997 da giuristi e giornalisti per definire il passaggio di alcuni poteri dal Parlamento britannico di Londra a quello insediatosi nello stesso anno nella capitale della Scozia, Edimburgo.